# Goianésia
| \| Goianésia \|                   |
| Lage der Stadt Goianésia in Goiás |
| Goianésia                         |

| Goianésia |

Goianésia ist ein brasilianisches Município im Bundesstaat Goiás in der Mesoregion Zentral-Goiás und in der Mikroregion Mikroregion Ceres. Sie liegt nordwestlich der brasilianischen Hauptstadt Brasília und nördlich von Goiânia, der Hauptstadt des Bundesstaates.

## Geografische Lage
Goianésia grenzt:
- im Norden an São Luíz do Norte, Santa Rita do Novo Destino und Barro Alto
- im Osten an Vila Propício
- im Südosten an Pirenópolis
- im Südwesten an Jaraguá
- im Westen an Santa Isabel

## Politik
Von 2009 bis 2012 war Gilberto Batista Naves (PMDB) der Prefeito des Munizips, während Renato Menezes de Castro (PDT) der Vizebürgermeister des Munizips war.